# Claude Lanzmann
Claude Lanzmann (n. 27 noiembrie 1925, Bois-Colombes, Seine, Franța – d. 5 iulie 2018, Paris, Franța) a fost un regizor și documentarist francez. A fost, de asemenea, editorul revistei Les Temps Modernes, fondată de Jean-Paul Sartre și Simone de Beauvoir. A devenit celebru datorită filmului Shoah din 1985.